# Могиленка (приток Ичкиной)
Могиленка — река в России, протекает по Курганской области. Устье реки находится в 40 км по правому берегу реки Ичкина. Длина реки составляет 13 км.

## Данные водного реестра
По данным государственного водного реестра России относится к Иртышскому бассейновому округу, водохозяйственный участок реки — Исеть от впадения реки Теча и до устья, без реки Миасс, речной подбассейн реки — Тобол. Речной бассейн реки — Иртыш.